# Amiloidose cardíaca
A amiloidose cardíaca é uma subcategoria da amiloidose em que há depósito da proteína amiloide no músculo cardíaco e nos tecidos adjacentes. A amiloide, uma proteína mal dobrada e insolúvel, pode se tornar um depósito nos átrios, válvulas ou ventrículos do coração. Esses depósitos podem causar espessamento de diferentes seções do coração, levando à diminuição da função cardíaca. A diminuição geral da função cardíaca leva a uma infinidade de sintomas. Essa doença multissistêmica era frequentemente diagnosticada de forma incorreta, com o diagnóstico ocorrendo anteriormente após a morte durante a autópsia. Entretanto, os recentes avanços tecnológicos aumentaram o diagnóstico da doença. A amiloidose cardíaca tem vários subtipos, incluindo os de cadeia leve (primária), familiar (paramiloidose) e selvagem (sistêmica senil). Um dos tipos mais estudados é a amiloidose cardíaca de cadeia leve. O prognóstico depende da extensão dos depósitos no corpo e do tipo de amiloidose. Novos métodos de tratamento estão sendo ativamente pesquisados em relação ao tratamento da insuficiência cardíaca e de problemas específicos da amiloidose cardíaca.

## Tipos
Os múltiplos subtipos de amiloidose cardíaca têm características epidemiológicas, diagnósticas e prognósticas variadas.

### Cadeias leves (AL)
Essa forma relativamente rara de amiloidose cardíaca ocorre em um número estimado de seis a dez casos a cada 1.000.000 pessoas. Esse subtipo geralmente afeta homens com mais de 60 anos de idade e é rapidamente progressivo. A patogênese dessa forma é devida à agregação de cadeias leves de imunoglobulina lambda. Essas cadeias são criadas por uma expansão anormal das células plasmáticas. Com o tempo, essas cadeias leves se depositam no tecido intersticial dentro do miocárdio. Os testes diagnósticos incluem eletroforese de soro e urina, testes laboratoriais para a determinação de níveis elevados de troponina e BNP e ECG que mostram baixas voltagens de QRS.

### Familiar (ATTRmou PAF)
Esse tipo é causado por mutações de proteínas envolvidas na formação de amiloide, incluindo transtirretina (TTR), fibrinogênio, apolipoproteína A1 ou apolipoproteína A2. Devido ao grande número de possíveis causas genéticas, a incidência dessa forma é variável. A grande maioria da amiloidose cardíaca familiar ainda se apresenta após os 60 anos de idade. Uma mutação comum é a mutação Val122Ile do gene TTR. Estima-se que 3,5 a 4% dos afro-americanos nos Estados Unidos tenham a mutação Val122Ile. Esse tipo de amiloidose pode ser identificado por meio de testes genéticos para a mutação da proteína. Para que o diagnóstico de ATTRm seja feito, é necessário obter uma biópsia com avaliação histológica. Nessa avaliação histológica, são utilizadas colorações especiais para visualizar os depósitos de amiloide. Um desses corantes é o vermelho Congo, que se liga especificamente ao depósito amiloide e pode ser caracterizado por vários métodos de iluminação. Sob luz polarizada, os depósitos amiloides mostram a patognomônica birrefringência verde-maçã e, sob luz simples, os depósitos aparecem com uma cor rosa-salmão claro. Os sintomas da amiloidose familiar estão centrados em problemas neuropatológicos e cardíacos. As manifestações cardíacas da mutação TTR ocorrem com mais frequência nos Estados Unidos.

### Selvagem (ATTRwt)
Esse tipo é considerado a mutação do tipo selvagem que leva ao desenvolvimento de depósitos de TTR. Geralmente afeta homens acima de 70 anos com a manifestação da síndrome do túnel do cárpico. Semelhante aos outros subtipos de amiloidose cardíaca, é necessária uma biópsia para o diagnóstico. Entretanto, o diagnóstico formal de amiloidose cardíaca senil é um diagnóstico de exclusão. A biópsia com avaliação histológica pode descartar os subtipos de cadeia leve e familiar, deixando o diagnóstico de senil. Esse tipo é frequentemente diagnosticado erroneamente; no entanto, o maior uso da ressonância magnética cardíaca aumentou a taxa de diagnóstico. A gravidade da doença tende a ser menor do que a das variantes de cadeia leve e familiar. Isso se deve ao fato de o tempo necessário para acumular as deposições de amiloide ser maior na variante senil.

## Sintomas e sinais
Os sintomas da amiloidose cardíaca são uma combinação de insuficiência cardíaca e deposição de amiloide em vários outros órgãos. A deposição de amiloide no coração causa insuficiência cardíaca diastólica restritiva que progride para insuficiência cardíaca sistólica.
As manifestações cardíacas incluem:
- Dispneia aos esforços.[2]
- Edema periférico e ascite.[2]
- Derrame pericárdico.[2]
- Arritmias (secundárias à interrupção do sistema elétrico normal do coração).
  - Arritmias atriais (como fibrilação atrial).[2]
  - Bloqueios cardíacos de primeiro/segundo grau.[2]
- Síncope.[2]
- Elevação das veias do pescoço e da pressão venosa jugular.[9]
- Isquemia miocárdica/angina (secundária à deposição de amiloide nas pequenas artérias do coração).[2]
  - A demanda de oxigênio do miocárdio está aumentada em pacientes com amiloidose cardíaca, independentemente de alterações na perfusão coronariana.[10]

Em pacientes com amiloidose de cadeia leve, pode haver deposição de amiloide em vários órgãos diferentes. A deposição de amiloide em outros órgãos dificulta o diagnóstico de amiloidose cardíaca, pois essas manifestações extracardíacas mascaram o diagnóstico. As manifestações extracardíacas incluem:
- Macroglossia.[2]
- Hematoma periorbital.[2]
- Perda do terceiro e quarto sons cardíacos.[3]
- Tromboembolismos.[2]
- Neuropatia sensorial simétrica (como o túnel do carpo bilateral).[3]
- Hipotensão postural (secundária à neuropatia autonômica).[2]
- Síndrome nefrótica (secundária a danos à cadeia leve livre nos rins/deposição de amiloide nos rins).[2]

## Causas
A causa geral da amiloidose cardíaca é o desdobramento de um precursor de proteína específico, dependendo do tipo de amiloidose. Os precursores proteicos incluem cadeias leves derivadas de imunoglobulina e mutações na transtirretina. O desdobramento da proteína faz com que ela tenha folhas beta-pregueadas insolúveis, criando um amiloide. O amiloide, a agregação ou aglomeração de proteínas, é resistente à degradação pelo organismo. Os amiloides são, em sua maioria, fibrilas, embora também contenham um componente P, apolipoproteína, colágeno, fibronectina e laminina. O componente P, uma proteína pentamérica, estabiliza as fibrilas do amiloide, o que reduz sua depuração do corpo. Depósitos de amiloides podem ocorrer em todo o corpo, inclusive no coração, fígado, rins, baço, glândulas suprarrenais e ossos. Os depósitos no espaço extracelular cardíaco podem enrijecer o coração, resultando na restrição dos ventrículos. Essa restrição no movimento ventricular resulta em uma diminuição da capacidade do coração de bombear com eficiência, levando aos vários sintomas associados à amiloidose cardíaca.

## Diagnóstico

### Ecocardiografia
A ecocardiografia é um método seguro e não invasivo que pode ser usado para avaliar a doença estrutural e funcional do coração. A amiloidose se apresenta com espessamento ventricular e valvular, aumento biatrial, padrão de enchimento restritivo, com função sistólica normal a levemente reduzida e enchimento diastólico diminuído. Esse exame pode ser usado para avaliar o prognóstico da doença, medindo as diferentes tensões dentro do coração. A amiloidose cardíaca produz alterações específicas na funcionalidade do coração. A ecocardiografia pode ser utilizada para detectar esse padrão específico (preservação relativa do miocárdio apical com diminuição da deformação longitudinal nas seções média e basal), que é 90 a 95% sensível e 80 a 85% específico para amiloidose cardíaca. A ecocardiografia pode ser usada para ajudar os médicos no diagnóstico, mas só pode ser usada para sugerir a doença, não para confirmá-la, a menos que seja uma amiloidose em estágio avançado.

### Eletrocardiograma (ECG)
Os ECG de pacientes com amiloidose cardíaca geralmente mostram uma baixa voltagem nas derivações dos membros, com um eixo direito extremo incomum. Geralmente, há uma onda P normal, mas ela pode ser ligeiramente prolongada. Em pacientes com amiloidose de cadeia leve, o padrão do complexo QRS é distorcido, com ondas R fracas nas derivações torácicas.
Os ECG de Holter podem ser usados para identificar arritmias assintomáticas.
Alterações no eletrocardiograma podem estar presentes, mostrando baixa voltagem e anormalidades de condução, como bloqueio atrioventricular ou disfunção do nó sinusal. A fibrilação atrial (FA) é observada em até 70% dos pacientes no momento do diagnóstico, e os pacientes normalmente têm taxas ventriculares controladas causadas por doença concomitante do sistema de condução.

### Testes laboratoriais
Exames laboratoriais, incluindo níveis de ureia e creatinina, enzimas hepáticas, glicose, função tireoidiana, hemograma completo e testes de coagulação. A análise do soro e da urina quanto à presença de imunoglobulina monoclonal também é feita por imunofixação para detecção da banda monoclonal. A presença da banda monoclonal seria consistente com a amiloidose de cadeia leve. Para amiloidose de cadeia leve, o ensaio de cadeia leve livre de imunoglobulina sérica pode ser usado para diagnóstico e acompanhamento da amiloidose. Na amiloidose de cadeia leve, pode haver um baixo nível de paraproteína.

### Biomarcadores cardíacos
Há dois biomarcadores cardíacos principais usados na avaliação da amiloidose cardíaca, a troponina e o NT-proBNP. Como esperado, com dano e disfunção cardíaca, pode haver uma elevação desses marcadores em pacientes com amiloidose cardíaca. Esses marcadores foram incorporados aos vários sistemas de classificação/escore usados pelos médicos para determinar a gravidade da doença e o prognóstico.

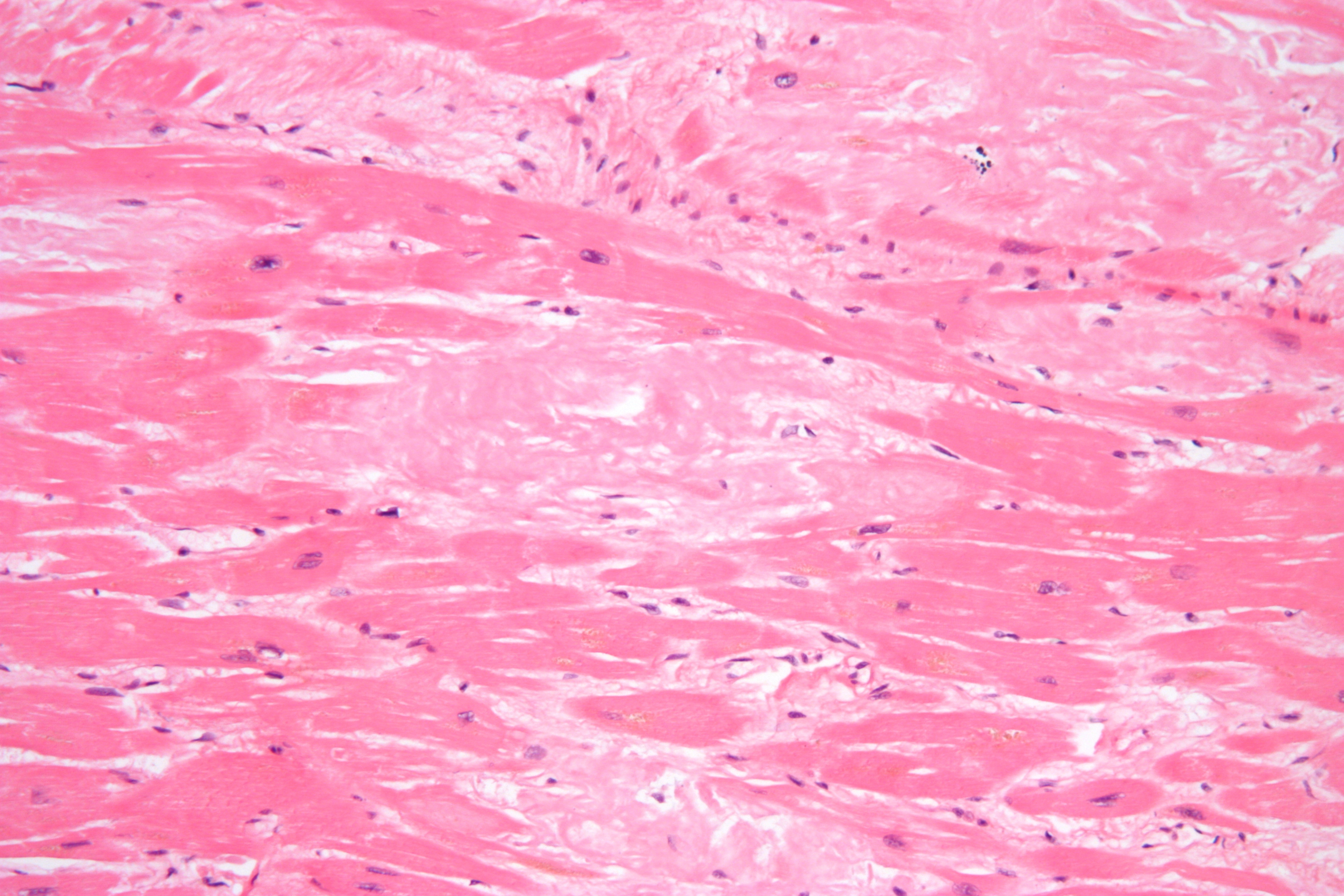
Amiloidose cardíaca, coloração H&E. Material rosa escuro mostrando miócitos cardíacos e material rosa claro intercalado é amiloide.

### Biópsias
Biópsias extracardíacas de tecidos do rim, fígado, nervo periférico ou gordura abdominal podem ser usadas para confirmar a presença de depósitos amiloides. Os depósitos amilóides em amostras de biópsia são confirmados pelo uso do corante vermelho Congo, que produz uma birrefringência verde quando visto sob luz polarizada. A coloração com vermelho Sirius ou o exame de microscopia eletrônica também podem ser realizados. A determinação do tipo de amiloide pode ser feita por técnicas de marcação imuno-histoquímica, bem como por coloração de imunofluorescência.
Para pacientes com amiloidose de cadeia leve, podem ser realizadas biópsias de medula óssea para determinar a porcentagem basal de células plasmáticas e para descartar mieloma múltiplo.

### Cateterismo
O cateterismo cardíaco direito é o teste usado para verificar se há pressões ventriculares diastólicas elevadas. Esse teste é mais invasivo e seria realizado após amostras inconclusivas de biópsia endomiocárdica.

### Imageamento por ressonância magnética cardíaca
A ressonância magnética cardíaca (RMC) é capaz de medir a espessura de diferentes áreas do coração. Isso pode ser usado para quantificar os depósitos no coração. A RMC também mostra a caracterização do tecido miocárdico por meio de padrões de realce de gadolínio. No entanto, nenhuma das técnicas de RMC é capaz de diferenciar definitivamente os tipos de cadeia leve dos familiares.
No caso do tipo de cadeia leve, 68% dos pacientes apresentam hipertrofia ventricular esquerda simétrica e concêntrica. Por outro lado, para ATTRm, 79% deles têm hipertrofia ventricular esquerda assimétrica e 18% deles têm hipertrofia ventricular esquerda simétrica e concêntrica.
Na imagem ponderada em T1, o edema no coração pode ser detectado com um sinal T1 alto. Enquanto isso, o aumento das células cardíacas reduzirá o sinal T1. Usando o sinal T1, o volume extracelular é útil para determinar o grau de deposição de amiloide ao redor das células cardíacas e detectar a regressão dos depósitos de amiloide após o tratamento. O volume é maior na ATTRm do que na de cadeia leve.
Na imagem ponderada em T2, o sinal T2 é aumentado na miocardite aguda (inflamação dos músculos do coração) e no infarto do miocárdio (ataque cardíaco). O sinal T2 também é aumentado na amiloidose de cadeia leve e na familiar, mas o sinal é maior no tipo de cadeia leve antes do início da quimioterapia.
O realce tardio com gadolínio (RTG) pode determinar a gravidade da deposição de amiloide no tecido cardíaco. Quanto maior o sinal de RTG, mais grave é o envolvimento cardíaco. Ele pode ser dividido em três estágios: sem RTG, RTG subendocárdico e RTG de espessura total (transmural).

### Cintilografia/imageamento de radionuclídeos
A cintilografia pode ser usada para medir a extensão e a distribuição da amiloide em todo o corpo, inclusive no fígado, nos rins, no baço e no coração. Um componente P da amiloide sérica radiomarcado pode ser administrado a um paciente por via intravenosa e o componente P se acumula no depósito de amiloide proporcionalmente ao tamanho do depósito. A marcação do componente P pode então ser fotografada por uma câmara gama.
As varreduras com radionuclídeos de tecnécio agora podem diagnosticar de forma confiável a amiloidose cardíaca, com certos métodos de varredura tendo mais de 99% de sensibilidade (mas apenas 91% de especificidade para amiloidose). Nesse método de imagem, o tecnécio radiomarcado é injetado no corpo, onde se liga aos depósitos de amiloide cardíaca. Uma varredura subsequente é realizada para determinar onde o marcador permanece, destacando, portanto, a deposição de amiloide no coração. Esse método permite um diagnóstico definitivo não invasivo da amiloidose cardíaca (como no passado, era necessária uma biópsia endomiocárdica).

### Espectrometria de massa
A espectrometria de massa pode ser usada para determinar se a proteína é de cadeia leve ou de ATTRm, identificando a subunidade da proteína.

## Tratamentos
Os tratamentos diferem de acordo com o tipo de amiloidose presente. A maioria dos tratamentos tem como objetivo preservar a função cardíaca e tratar os sintomas de insuficiência cardíaca.

### Tratamento da CL
Como a causa desse subtipo de amiloidose cardíaca é a produção excessiva de cadeias leves livres, o principal objetivo do tratamento é a redução da concentração de cadeias leves. Para amiloidose de cadeia leve, o uso de ensaios de cadeia leve livre e níveis de NT-proBNP pode ser usado para monitorar a progressão da amiloidose e qualquer resposta aos tratamentos. Uma das principais rotas para diminuir a produção dessas cadeias leves em excesso é matar as células anormais que as estão produzindo. Agentes quimioterápicos, como melfalano ou bortezomibe, podem ser usados para matar a linha celular anormal que está produzindo as cadeias leves livres. Após a quimioterapia, um transplante de medula óssea pode ser utilizado para restaurar as linhas celulares normais. Há medicamentos mais recentes (ixazomibe, carfilzomibe, daratumumab, elotuzumabe) em pesquisa para o tratamento do mieloma múltiplo que podem ajudar a diminuir a produção de cadeias leves livres. Novos dados sugerem que o transplante cardíaco ortotópico seguido de melfalano e transplante de células-tronco produz resultados semelhantes ao transplante cardíaco indicado para amiloidose não cardíaca. Para tratar as complicações, podem ser prescritos medicamentos, incluindo midodrina para neuropatia autonômica, amiodarona para pacientes com fibrilação atrial para prevenir arritmias e varfarina usada após um episódio cardioembólico. Os betabloqueadores devem ser evitados devido ao sintoma usual de hipotensão.

### Tratamento da ATTRm
Nos últimos anos, houve avanços no tratamento da amiloidose cardíaca familiar/transtirretina, incluindo métodos para suprimir a produção de transtirretina, estabilizar as fibrilas amiloides e medicamentos que podem destruir as fibrilas já existentes. Para a ATTRm, podem ser prescritos inibidores da ECA e betabloqueadores se não houver neuropatia autonômica.
- Supressão da produção de transtirretina: transplante de fígado e medicamentos que diminuem a atividade dos genes da transtirretina (patisirana e inotersen).[6] Em pacientes com mutações familiares da transtirretina, o transplante de fígado pode fornecer ao corpo uma fonte de transtirretina normal.[15] Ao mudar a fonte de transtirretina do fígado original que contém a transtirretina mutada para um fígado saudável, não haverá mais produção da proteína anormal.[15] No entanto, o transplante de fígado não reverte a doença.[15] O objetivo do transplante de fígado é evitar a deposição adicional de amiloide e impedir a ocorrência de novos sintomas/complicações.[15] Esses medicamentos se ligam ao mRNA da transtirretina e impedem a produção da proteína transtirretina, diminuindo assim a quantidade total de transtirretina que pode se acumular no corpo.[6]
- Estabilização da transtirretina anormal: Existem medicamentos que podem estabilizar a transtirretina normalmente dobrada, impedindo o dobramento incorreto e a subsequente deposição de amiloide.[6] Esses medicamentos incluem o tafamidis, o AINE diflunisal e o AG10.[6] O tafamidis é um medicamento que se liga à transtirretina e a mantém em sua forma normal, impedindo que ela se agregue em fibrilas amiloides.[6] O Diflunisal e o AG10 funcionam de maneira semelhante ao tafamidis em sua capacidade de se ligar e estabilizar a transtirretina.[16]
- Destruição das fibrilas amiloides existentes: Existem vários medicamentos que apresentam propriedades destruidoras de amiloide, como a doxiciclina, o ácido tauroursodeoxicólico (TUDCA) e os anticorpos monoclonais.[6]

O uso de marca-passos (estimulação ventricular direita e biventricular) ou desfibriladores cardioversores implantáveis permanece questionável na amiloidose cardíaca.
Em 2012, Craig Lewis, um texano de 55 anos, apresentou-se no Instituto do Coração do Texas com um caso grave de amiloidose. Ele recebeu um transplante experimental de coração artificial de fluxo contínuo que salvou sua vida. Lewis morreu cinco semanas depois de insuficiência hepática após entrar em coma devido à amiloidose.

## Prognóstico
O prognóstico geral depende da extensão da disfunção cardíaca. Resultados piores foram observados quando a ecocardiografia mostra espessura da parede do ventrículo esquerdo, função sistólica ruim e disfunção diastólica grave.

### Prognóstico da AL
Para a amiloidose de cadeia leve, a detecção precoce leva à melhor possibilidade de terapias que prolongam o período de remissão. A amiloidose cardíaca de cadeia leve bem tratada tem uma taxa de sobrevida de 4 anos de cerca de 90%. Em pacientes submetidos a transplante de células-tronco, o tempo médio de sobrevida aumenta para 10 anos. Foram desenvolvidos sistemas de estadiamento para estratificar a gravidade da doença, incluindo o Mayo Biomarker Stage, que utiliza vários biomarcadores, como troponina I, troponina T, BNP e NT-proBNP, e concentrações de cadeia leve livre.

### Prognóstico da ATTRm
Devido ao grande número de variáveis envolvidas nesse subtipo, o prognóstico varia de acordo com o tipo específico de amiloidose cardíaca familiar. As variáveis envolvem a mutação da transtirretina mutante vs. selvagem e a idade de início dos sintomas. Em comparação com a amiloidose de cadeia leve, o subtipo familiar é de progressão mais lenta e tem um prognóstico mais favorável. Entretanto, a mutação Val122lle (causa mais comum de amiloidose cardíaca familiar) tem uma taxa de sobrevida de 4 anos de 16%, com duração média de 26 meses. Um atraso no reconhecimento desempenha um fator importante nessa taxa de sobrevida reduzida.